# Dylan Guenther
Dylan Guenther, född 4 april 2003, är en kanadensisk professionell ishockeyforward som spelar för Utah Mammoth i National Hockey League (NHL).
Han har tidigare spelat för Arizona Coyotes och Utah Hockey Club i NHL; Tucson Roadrunners i American Hockey League (AHL) samt Edmonton Oil Kings och Seattle Thunderbirds i Western Hockey League (WHL).
Guenther draftades av Arizona Coyotes i första rundan i 2021 års draft som nionde spelare totalt.

## Statistik
| 2016–2017  | KC Squires                        | AMBHL      | 34  | 34 | 20  | 54  | 20 | 2  | 2  | 1  | 3  | 0  |
| 2017–2018  | Northern Alberta U15 Prep         | CSSHL      | 30  | 56 | 47  | 103 | 22 | 4  | 2  | 4  | 6  | 4  |
|            | Northern Alberta Elite 15s U16    | CSSHL      | 3   | 1  | 2   | 3   | 2  | —  | —  | —  | —  | —  |
| 2018–2019  | Northern Alberta X-Treme Prep U18 | CSSHL      | 28  | 32 | 26  | 58  | 32 | 5  | 9  | 7  | 16 | 2  |
|            | Edmonton Oil Kings                | WHL        | 8   | 3  | 1   | 4   | 0  | 3  | 0  | 0  | 0  | 0  |
| 2019–2020  | Edmonton Oil Kings                | WHL        | 58  | 26 | 33  | 59  | 22 | —  | —  | —  | —  | —  |
| 2020–2021  | Edmonton Oil Kings                | WHL        | 12  | 12 | 12  | 24  | 2  | —  | —  | —  | —  | —  |
|            | Sherwood Park Crusaders           | AJHL       | 4   | 3  | 2   | 5   | 12 | —  | —  | —  | —  | —  |
| 2021–2022  | Edmonton Oil Kings                | WHL        | 59  | 45 | 46  | 91  | 45 | 16 | 13 | 8  | 21 | 10 |
| 2022–2023  | Arizona Coyotes                   | NHL        | 33  | 6  | 9   | 15  | 10 | —  | —  | —  | —  | —  |
|            | Seattle Thunderbirds              | WHL        | 20  | 13 | 16  | 29  | 18 | 19 | 16 | 12 | 28 | 12 |
| 2023–2024  | Arizona Coyotes                   | NHL        | 45  | 18 | 17  | 35  | 14 | —  | —  | —  | —  | —  |
|            | Tucson Roadrunners                | AHL        | 29  | 10 | 18  | 28  | 20 | 2  | 1  | 0  | 1  | 0  |
| 2024–2025  | Utah Hockey Club                  | NHL        | 70  | 27 | 33  | 60  | 26 | —  | —  | —  | —  | —  |
| NHL total  | NHL total                         | NHL total  | 148 | 51 | 59  | 110 | 50 | —  | —  | —  | —  | —  |
| WHL totalt | WHL totalt                        | WHL totalt | 157 | 99 | 108 | 207 | 87 | 38 | 29 | 20 | 49 | 22 |

### Internationellt
| Källa: Uppdaterad: 2024-10-27 | Källa: Uppdaterad: 2024-10-27 | Källa: Uppdaterad: 2024-10-27 |         | Utv = Utvisningsminuter | Utv = Utvisningsminuter | Utv = Utvisningsminuter | Utv = Utvisningsminuter | Utv = Utvisningsminuter |
| År                            | Lag                           | Mästerskap                    | Matcher | Mål                     | Assists                 | Poäng                   | Utv                     |                         |
| ----------------------------- | ----------------------------- | ----------------------------- | ------- | ----------------------- | ----------------------- | ----------------------- | ----------------------- | ----------------------- |
| 2021                          | Kanada                        | U18-VM                        | 7       | 4                       | 3                       | 7                       | 0                       |                         |
| 2023                          | Kanada                        | JVM                           | 7       | 7                       | 3                       | 10                      | 4                       |                         |
| 2024                          | Kanada                        | VM                            | 9       | 1                       | 3                       | 4                       | 0                       |                         |
| Junior totalt                 | Junior totalt                 | Junior totalt                 | 14      | 11                      | 6                       | 17                      | 4                       |                         |
| Senior totalt                 | Senior totalt                 | Senior totalt                 | 9       | 1                       | 3                       | 4                       | 0                       |                         |